# Comuna de Dorohusk
Dorohusk (polaco: Gmina Dorohusk) é uma gminy (comuna) na Polónia, na voivodia de Lublin e no condado de Chełmski.
De acordo com os censos de 2004, a comuna tem 7065 habitantes, com uma densidade 36,7 hab/km².

## Área
Estende-se por uma área de 192,42 km², incluindo:
- área agricola: 68%
- área florestal: 17%

## Demografia
Dados de 30 de Junho 2004:
|                      | Total   | Total | Mulheres | Mulheres | Homens  | Homens |
| -------------------- | ------- | ----- | -------- | -------- | ------- | ------ |
|                      | pessoas | %     | pessoas  | %        | pessoas | %      |
| População            | 7065    | 100   | 3550     | 50,2     | 3515    | 49,8   |
| Densidade (pop./km²) | 36,7    | 100   | 18,4     | 18,4     | 18,3    | 18,3   |

De acordo com dados de 2002, o rendimento médio per capita ascendia a 1498,27 zł.

## Comunas vizinhas
- Chełm, Dubienka, Kamień, Ruda-Huta, Żmudź.